# Jednostka obrachunkowa
Jednostka obrachunkowa – stosowany w dawnym systemie pieniężnym standard obrachunkowy służący do nominalnego wartościowania pieniądza. Na ziemiach polskich od pierwszej połowy XVI w. był oparty na 30-groszowym złotym, w postaci monetarnej wybitym dopiero w 1663 r.